# クイーンズランドオークス
クイーンズランドオークス（Queensland Oaks）とはオーストラリアのイーグルファーム競馬場で行われる競馬の競走。

## 概要
グループ制ではG1に類される。施行距離は芝2200メートルで、出走条件はサラブレッド3歳馬牝馬。賞金総額は40万オーストラリア・ドル。
2019年まではドゥームベン競馬場で開催され、2020年からはイーグルファーム競馬場での開催に変更される予定であったが、新型コロナウイルス感染拡大の影響で開催中止となった。

## 近年の優勝馬
- 2025 - You Wahng[1]
- 2024 - Socks Nation[2]
- 2023 - Amokura[3]
- 2022 - Gypsy Goddess[4]
- 2021 - Duais[5]
- 2019 - Winning Ways[6]
- 2018 - Youngstar[7]
- 2017 - Egg Tart[8]
- 2016 - Provocative[9]
- 2015 - Winx[10]
- 2014 - Tinto[11]
- 2013 - Gondokoro
- 2012 - Quintessential
- 2011 - Scarlett Lady
- 2010 - Miss Keepsake
- 2009 - Purple
- 2008 - Riva San
- 2007 - Eskimo Queen
- 2006 - Allow
- 2005 - Vitesse Dane
- 2004 - Vouvray
- 2003 - Zagalia
- 2002 - Mon Mekki
- 2001 - Ethereal

2007年の優勝馬Eskimo Queenの父は日本調教馬のシンコウキングである。